# Charles-Ferdinand Ramuz
Charles-Ferdinand Ramuz (født 24. september 1878 i Lausanne, død 23. maj 1947 i Pully) var en fransk-schweizisk digter.
Ramuz har dels udgivet flere rækker Cahiers vaudois, hvortil han selv har leveret bidrag som Chansons (1914) og La guerre dans le Haut-Pays (1915, roman, skrevet 1913), dels fortællinger og romaner som Aline (1905), Les circonstances de la vie (1907), Jean-Luc persécuté et deux autres histoires de la montagne (1909), Nouvelles et morceaux (1910), Aine Pache, peintre vaudois (1911), Vie de Samuel Belet (1913) og flere. Af Ramuz' senere produktion må særlig nævnes romanerne Les Guérisons des Maladies (1917), La Joie dans le Ciel (1918), La Présence de la Mort (1922), L'Amour du Monde (1924) og La grande Peur dans la Montagne (1925). Der er en grandios fantasi over Ramuz' naturbeskrivelser, som bringer verdenslitteraturens to andre store schweizere, Rousseau og Spitteler, i erindring, den stiliserede realisme i handlingsgangen kan minde om Reymonts Bønderne — medens selve det verdensbillede, digteren opruller for læserens øjne, er af dimensioner med Dantes eller Paul Claudels.